# Wilhelm Heinz
Wilhelm Heinz (? – ?) Európa-bajnok és Európa-bajnoki bronzérmes német nemzetiségű csehszlovák jégkorongozó.
Az 1929-es jégkorong-Európa-bajnokságon aranyérmes lett a csehszlovák válogatottal, mint a csapat egyik csatára. 1 mérkőzésen játszott és nem ütött gólt. Ezután játszott két világbajnokságon. Az 1930-as jégkorong-világbajnokságon 6. lett, a következő évben, az 1931-es jégkorong-világbajnokságon 5. lett, de Európa-bajnoki bronzérmes is mert Európa-bajnokságnak is számított a világbajnokság.
Klubcsapata a Troppauer EV volt.